# Copa de la Liga de Portugal 2017-18
La Copa de la Liga de Portugal 2017-18 (en portugués: Taça da Liga), también conocida como Taça CTT por motivos comerciales, fue la XI edición de la Copa de la Liga de Portugal. Las semifinales y la final se jugaron en el Estadio Municipal de Braga.

## Semifinales
| 23 de enero de 2018 | Vitória Setúbal                                          | 2:0 (1:0) | Oliveirense | Estadio Municipal, Braga                               |                                                        |
|                     | 27' Gonçalo Paciencia · 90+2' Allef de Andrade Rodrigues | Reporte   |             | Asistencia: 1.600 espectadores Árbitro(s): Manuel Mota | Asistencia: 1.600 espectadores Árbitro(s): Manuel Mota |

| 24 de enero de 2018 | Sporting de Lisboa                                                                               | 0:0     | Porto                                                                                            | Estadio Municipal, Braga                                 |                                                          |
|                     | - Bas Dost - Bruno Fernandes - Jerémy Mathieu - Sebastián Coates - William Carvalho - Bryan Ruiz | Reporte | - Alex Telles - Iván Marcano - Héctor Herrera - Abdul Waris - Vincent Aboubakar - Yacine Brahimi | Asistencia: 26.536 espectadores Árbitro(s): Nuno Almeida | Asistencia: 26.536 espectadores Árbitro(s): Nuno Almeida |

## Final
| 27 de enero de 2018 | Vitória Setúbal | 1:1 (1:0) | Sporting de Lisboa | Estadio Municipal, Braga                              |                                                       |
|                     | - 4' Gonçalo Paciencia - 18' José Moreira - 67' Pedro Trigueira - 79' Tomás Podstawski - 83' José Brito - 83' André Pedrosa - 88' Costinha - 88' Patrick Vieira - 89' Vasco Fernandes - 90+3' Joao Reis - 90+3' Arnaldo Lopes - 90+5' Arnold Issoko - 120' Arnaldo Lopes Penaltis - Gonçalo Paciencia - Patrick Vieira - Tomás Podstawski - Arnaldo Lopes - Arnold Issoko | Reporte   | - 30' Sebastián Coates - 46' Ruben Rodrigues - 46' Marcos Acuña - 46' Bryan Ruiz - 46' Rodrigo Battaglia - 51' William Carvalho - 64' Fredy Montero - 64' Seydou Doumbia - 72' Marcos Acuña - 80' Bas Dost Penaltis - Bas Dost - Bruno Fernandes - Jerémy Mathieu - Sebastián Coates - William Carvalho | Asistencia: 24.137 espectadores Árbitro(s): Rui Costa | Asistencia: 24.137 espectadores Árbitro(s): Rui Costa |

| Bandera de Portugal        |
| Campeón Sporting de Lisboa |
| 1° título                  |

- Datos: Q33108611